# Alleanza Europea dei Movimenti Nazionali
L'Alleanza Europea dei Movimenti Nazionali (AEMN; in inglese Alliance of European National Movements, AENM) era un partito politico europeo nato a Budapest il 29 ottobre 2009 da alcuni partiti nazionalisti di estrema destra europei.

## Storia
Il 29 ottobre 2009 gli ungheresi del Movimento per un'Ungheria Migliore (Jobbik), i francesi del Fronte Nazionale, gli italiani della Fiamma Tricolore, gli svedesi Nazionaldemocratici e i belgi del Fronte Nazionale fondano l'Alleanza Europea dei Movimenti Nazionali; il 12 novembre aderiscono anche gli inglesi del Partito Nazionale Britannico. Alle elezioni europee del 2009 aveva eletto otto europarlamentari: tre del Fronte Nazionale (Marine Le Pen lascia il gruppo nell'ottobre 2011), tre del Movimento per un'Ungheria Migliore e due del Partito Nazionale Britannico.
Aderiscono anche il Partito della Libertà Austriaco, lo spagnolo Movimento Sociale Repubblicano ed il bulgaro Ataka.
Tra le intenzioni dell'Alleanza ci sono la creazione di un partito europeo, programmato per il 2011, e la creazione di un gruppo politico nel parlamento europeo, questo assai improbabile dal momento che i partiti aderenti non hanno abbastanza europarlamentari (25 provenienti da 7 stati differenti) per formare un gruppo.
Alle elezioni del 2014 solo il Movimento per un'Ungheria Migliore rielegge tre europarlamentari.

## Ideologia
L'Alleanza è per la difesa delle diverse culture nazionali, delle radici cristiane dell'Europa, del diritto naturale, della pace e della libertà; per l'uscita unilaterale dall'Unione Europea; rigetta l'idea di un super stato Europeo centralista; difende i diritti di ogni cittadino, contro ogni tipo di totalitarismo; propone una forte politica a favore delle famiglie tradizionali; propone una lotta comune contro i danni della globalizzazione e dell'immigrazione.

## Partiti membri
L'alleanza comprende i seguenti partiti:
| Partito                                                  | Stato       | Europarlamentari | Nome dell'alleanza nella lingua nazionale        |
| -------------------------------------------------------- | ----------- | ---------------- | ------------------------------------------------ |
| Partito Nazionaldemocratico                              | Bulgaria    | 0                | Европейски алианс на националните движения       |
| Destre Unite                                             | Italia      | 0                | Alleanza Europea dei Movimenti Nazionali (AEMN)  |
| Movimento Sociale Fiamma Tricolore                       | Italia      | 0                | Alleanza Europea dei Movimenti Nazionali (AEMN)  |
| Partito Nazionale Sloveno (Slovenska Nacionalna Stranka) | Slovenia    | 0                | Evropska Zveza Nacionalnih Gibanj (EZNG)         |
| Partito Nazionale Britannico (British National Party)    | Regno Unito | 0                | Alliance of European National Movements (AENM)   |
| Insorgi (Ergue-te)                                       | Portogallo  | 0                | Aliança dos Movimentos Nacionais Europeus (AMNE) |

### Ex partiti membri
Sono ex membri il Fronte Nazionale francese, uscitone nel 2011, ed il Fronte Nazionale belga, partito discioltosi nel 2012. In seguito all'annessione russa della Crimea, Svoboda esce dall'alleanza, criticando la linea troppo filo-russa del movimento. Nel 2016 anche il Movimento per una Ungheria migliore Jobbik è uscito dall'alleanza e nel 2018 il Movimento Sociale Repubblicano cessa di essere membro a causa della sua stessa dissoluzione.